# Rajae Bezzaz
Rajae Bezzaz (Tripoli, 20 luglio 1989) è una conduttrice radiofonica e personaggio televisivo italiana di origini marocchine.

## Biografia
Nasce in Libia, a Tripoli, il 20 luglio 1989, da genitori marocchini, il padre berbero di Khemisset e la madre di Khouribga. I genitori si trovavano in Libia per lavoro. A circa sei mesi d'età, Rajae viene affidata alle cure della nonna, in Marocco. Allo scoppiare della Guerra del Golfo, anche i genitori di Rajae tornano in Marocco, Paese nel quale lei trascorre l'infanzia. Si trasferisce nel 1998 in Italia, a Bologna, e inizia a partecipare a vari film e serie televisive quali S.P.A, AmeriQua e Maschi contro femmine. Nel 2011 diventa nota al grande pubblico partecipando al Grande Fratello 11. Dal 2015 è un'inviata del programma satirico Striscia la notizia e collabora anche con Radio Zeta L'Italiana, conducendo Il ruggito delle Leonesse con Barbara Sala. Dal 2016 assieme a Sara Ventura conduce Miseria e Nobiltà (Week-end) su RTL 102.5. Nella stagione 2016–2017 viene riconfermata a Striscia la notizia e a Radio Zeta L'Italiana, affiancando, questa volta, Antonio Gerardi e poi Max Parisi nel programma radiofonico Miseria e Nobiltà (Week-end) su RTL 102.5.
A marzo 2021 pubblica il libro L'araba felice edito da Cairo.
Dal novembre 2022 è testimonial ufficiale dei City Angels. 
A gennaio 2023 vince il Premio Antenna d’Oro per la Tivvù, nella Sala Protomoteca del Campidoglio in Roma e inizia a condurre Fantastico Weekend su R101.
Contemporaneamente, si cimenta in spettacoli teatrali e studi attoriali.
A maggio 2024 ottiene, dopo 25 anni di residenza nel Paese, la cittadinanza italiana. Si professa di fede musulmana.

## Altre attività
Da tempo Rajae collabora con iniziative volte a migliorare le condizioni di chi vive in luoghi disagiati o teatro di guerra, attraverso manifestazioni, conferenze e progetti di beneficenza. 
Parla fluentemente italiano, francese, arabo e inglese.

## Filmografia

### Cinema
- Maschi contro femmine, regia di Fausto Brizzi (2010)
- 5 (cinque), regia di Francesco Dominedò (2011)
- AmeriQua, regia di Marco Bellone e Giovanni Consonni (2013)
- Ultima generazione, regia di Andrea Castoldi (2024)

### Televisione
- S.P.A (2012)

## Programmi televisivi
- Grande Fratello (Canale 5, 2011) - concorrente
- Striscia la notizia (Canale 5, dal 2015) - inviata

## Radio
- Il ruggito delle leonesse (Radio Zeta, 2014-2015)
- Miseria e nobiltà weekend (RTL 102.5, 2015-2020)
- Fantastico Weekend (R101, dal 2023)

## Opere
- Rajae Bezzaz, L'araba felice: la vita svelata di una musulmana poco ortodossa, Milano, Cairo, 2021, ISBN 978-88-3090-136-0.